# 아스파탐 논란
아스파탐 논란(영어: aspartame controversy)은 인공 감미료인 아스파탐이 1974년 미국 식품의약국(FDA)의 최초 승인 이후 여러 논란의 대상이 된 것에 대해 서술하는 문서이다. FDA 승인은 아스파탐의 안전성을 뒷받침하는 초기 연구의 질이 부적절하고 결함이 있으며, 이해상충으로 인해, 1981년 아스파탐 승인이 문제가 있다는 주장이 나오면서, 뇌암에 대한 관련 의혹으로 매우 논란이 되었다. 추가 조사 전에 승인을 보류하기로 결론을 내린 두 명의 FDA 패널의 결정 이전에 평가되었다. 1987년에 미국 정부 회계 감사국은 아스파탐에 대한 식품 첨가물 승인 절차가 적절하게 진행되었다고 결론지었다. 이러한 불규칙성은 이메일로 유포된 "낸시 마클(Nancy Markle)" 음모론을 부추겼고, 의학적 증거와 다르게 수많은 건강 상태(예: 다발성 경화증, 전신성 루푸스, 메탄올 독성, 실명, 경련, 총격 통증, 발작, 두통, 우울증, 불안, 기억 상실, 선천적 기형 및 사망)가 정상 용량의 아스파탐 섭취로 인해 발생한다는 내용이었다.
아스파탐은 아스파르트산(Aspartic acid)/페닐알라닌 디펩티드(Phenylalanine dipeptide)의 메틸에스테르(methyl ester)이다. 잠재적인 건강 위험은 수많은 과학적 연구 프로젝트에 의해 조사되었고, 위험성이 확인되지 않았다. 페닐케톤뇨증 환자에 대한 위험을 제외하고 아스파탐은 전 세계 정부와 주요 건강 및 식품 안전 기관에서 안전한 식품 첨가물로 간주된다. FDA 관계자는 아스파탐을 "기관이 승인한 가장 철저하게 테스트되고 연구된 식품 첨가물 중 하나"이며 그 안전성은 "명확한 것"이라고 설명한다. 기존 과학적 증거들은 아스파탐이 비영양 감미료로서 안전하다는 것을 보여준다.

## 기원
아스파탐 안전성에 대한 논쟁은 규제 기관과 업계 간의 회전문 관계에 대한 주장과 아스파탐 생산자 G.D. 설 (G.D. Searle)이 안전 데이터를 숨기고 위조했다는 주장을 포함하여 1970년대와 1980년대 초반에 아스파탐 승인 과정에서 확인된 불규칙성에서 비롯되었다. 1996년에 FDA 승인 과정에 대한 비판과 아스파탐이 인간에게 뇌종양을 일으킬 수 있다는 우려에 대해 논의한 60분 보고서(60 Minutes) 로 인해 논란이 더 많은 사람들에게 전달되었다. 60분 보고서는 "아스파탐의 승인은 FDA 역사상 가장 논란이 많은 승인 중 하나였다."라고 언급했다.
비슷한 시기에 유즈넷(Usenet) 게시물이 "낸시 마클(Nancy Markle)"라는 필명으로 널리 유포되어, 인터넷을 통해 유포된 확인할 수 없는 가짜 편지가 오해의 근거가 되었다. 수많은 웹사이트가 걸프전 증후군 및 루푸스를 포함하여 많은 안전성 문제를 과학적 근거없이 아스파탐과 관련된 것으로 잘못된 주장을 퍼뜨렸다.

## 미국 FDA 승인
아스파탐은 원래 1974년 FDA의 식품안전 및 응용영양센터(CFSAN; Center for Food Safety and Applied Nutrition)에서 검토한 후 당시 FDA 국장 알렉산더 슈미트(Schmidt)에 의해 건조식품에 사용하도록 승인되었다. GD설 (Searle) 은 168개의 연구를 제출했다 :20FDA가 중요하다고 간주한 7가지 동물 연구를 포함하여 아스파탐에 대한 연구. :21얼마 지나지 않아 정신과 교수이자 MSG의 저명한 비평가인 존 오니(John Olney)와 공익 변호사이자 반(反;anti-) 식품 첨가물 책의 저자인 제임스 터너(James Turner)는 안전 문제를 이유로 공청회를 위한 청원서를 제출했다. :38 :63–64 GD설 (Searle) 연구의 1996년 60분 특집에 제시된 다른 비판에는 연구 결과에 영향을 미쳤을 수 있는 보고되지 않은 의학적 치료에 대한 주장과 보고된 데이터의 불일치가 포함되었다. 슈미트(Schmidt)는 아스파탐과 여러 약물에 대한 안전성 연구의 부적절성에 대한 조사를 기다리는 동안 동의했다. 1975년 12월 FDA는 GD설(Searle)이 아스파탐을 판매하지 못하도록 아스파탐 승인을 보류했다. :28GD설(Searle) 연구는 FDA 국장에 의해 비판받았다.
새뮤얼 스키너(Samuel Skinner) 미국 검사는 "설의 아스파탐 연구 2건이 위조되었거나 불완전했는지 여부에 대한 대배심 조사를 시작하라"는 요청을 받았다. 스키너는 설의 시카고에 기반을 둔 로펌 (Sidley & Austin)으로부터 구인 제안을 고려하다가 나중에 취직을 고려 중이었다. 수사는 지연되었고 결국 설(Searle)에 대한 혐의에 대한 공소시효가 만료되었고 대배심은 소집되지 않았다.
1977년과 1978년에 FDA 태스크 포스(task force)와 학계 병리학자 패널은 설(Searle)의 15건의 아스파탐 연구를 검토했으며, 품질 관리에 중대한 실수가 있었지만, 그로 인한 불일치가 연구의 결론에 영향을 미치지 않았을 것이라고 결론지었다. :41980년 공공조사위원회(PBOI; Public Board of Inquiry)는 오니(Olney)의 증언을 듣고 아스파탐이 발달 중인 태아를 포함하여 뇌 손상을 일으킬 수 있다는 그의 주장에 동의하지 않았다. :40–41위원회는 아스파탐과 뇌종양 사이의 추정된 연관성에 대한 추가 연구가 필요하다고 결정하고 아스파탐 승인을 취소했다. :47
1981년 FDA 국장 아더 헐 헤이스(Arthur Hull Hayes)는 FDA 과학자 패널과 변호사에게 이 문제에 대한 조언을 구했다. 패널은 아스파탐이 뇌종양을 유발할 수 있다는 PBOI 결론의 근거가 되는 오류를 확인하고 승인에 대한 찬반 논거를 제시했다. :53헤이스(Hayes)는 건조 식품에 아스파탐 사용을 승인했다. 헤이스(Hayes)는 일본 뇌종양 연구의 결과를 인용함으로써 자신의 승인을 더욱 정당화했다. PBOI 의장은 나중에 그 결과가 PBOI 패널로부터 "무제한 승인"을 받았을 것이라고 말했다. 몇 차례 반대가 있었지만 모두 기각됐다. :13아스파탐을 승인한 지 약 1년 후인 1983년 11월 헤이스(Hayes)는 FDA를 떠나 당시 설(Searle)의 홍보 기관이었던 홍보 회사에 선임 의료 고문으로 합류했다.
설(Searle)에 대한 조사 기간 동안 설이 보유하고 있던 법률 회사에 취직한 사무엘 스키너와 아스파탐의 승인을 받은 후 설의 홍보 기관에 취직한 아더 헐 헤이스의 행동은 음모론을 부채질했다.
승인 논란으로 인해 하워드 멧젠바움(Howard M. Metzenbaum) 상원의원은 아스파탐 승인에 대해 미국 정부 회계 감사국(GAO)에 조사를 요청했다. 1987년에 GAO는 프로토콜이 준수되었으며 승인 프로세스에서 사건의 타임라인을 제공했다고 보고했다. :13GAO 검토에는 안전성 검토를 수행한 과학자에 대한 설문 조사가 포함되었다. 설문에 응답한 67명의 과학자 중 12명은 아스파탐의 안전성에 대한 주요 우려 사항이 있었고 26명은 다소 우려했지만 아스파탐 안전성에 대해 일반적으로 확신했으며 29명은 아스파탐 안전성에 대해 매우 확신했다. :16, 76–81
많은 국가에서 식품 첨가물의 안전성 평가를 통해 아스파탐을 승인하게 되었다. 합리적인 양을 섭취한 후 일반적으로 부작용이 없다는 이유로 아스파탐을 승인했다. 위에 나열된 것과 같은 자문 기관의 정부 연구 검토 및 권장 사항에 따라 아스파탐은 전 세계 90개 이상의 국가에서 인간이 섭취하기에 안전한 것으로 밝혀졌다.

## 1996년 이전에 주장된 이해 상충
1976년에 FDA는 시카고의 당시 검사인 샘 스키너(Sam Skinner)에게 설(Searle)에 대한 진행 중인 조사를 알렸고 1977년 1월에 대배심의 소집을 공식적으로 요청했다. 1977년 2월 설(Searle)의 법률 회사인 시들리&오스틴(Sidley & Austin)은 스키너에게 일자리를 제안했고 스키너는 이 사건에서 물러났다. 스키너의 후임자는 몇 개월 후 자리를 잡았고 사건의 공소시효는 1977년 10월에 만료되었다. 워싱턴 법무부의 불만과 촉구에도 불구하고 시카고의 검사인 윌리엄 콘론(William Conlon)이나 스키너의 후임자인 토마스 설리번은 대배심을 소집하지 않았다. 1977년 12월 설리반은 증거 부족으로 사건을 취하하라고 명령했다. 1년 반 후 콘론도 로펌 시들리&오스틴에 고용되었다. 이 사건의 이해 상충에 대한 우려는 논란을 촉발시켰고, 멧젠바움 상원의원은 1981년 상원 청문회에서 조사했다. 1989년 미국 상원은 설리반과 벳젠바움 상원의원 모두 스키너가 부적절하게 행동하지 않았다고 결론지었다는 점에 주목하여 샘 스키너를 교통장관으로 지명하는 것을 승인했다.
노스이스턴 오하이오 대학교 의대 정신과 의사인 랄프 G. 월튼(Ralph G. Walton)은 1996년 자체 출판된 아스파탐 연구 분석에서 업계 자금 지원을 받은 연구에서 안전성 문제가 발견되지 않은 반면 독립 연구 92개 중 84개에서는 안전성 문제를 확인했다고 밝혔다. 월튼의 이 분석은 TV 쇼 60 분에 제출되었으며 인터넷에서 광범위하게 논의되었다. 월튼의 주장에 대한 분석에 따르면 월튼은 문헌 검토에서 최소 50건의 동료 검토를 거친 안전성 연구를 생략했으며, 그가 비산업 자금 지원으로 인용한 대부분의 연구는 실제로 편집자에게 보낸 편지, 사례 보고서, 검토 기사 또는 출판된 연구보다는 책 내용(book chapter)이었다. 월튼의 진술에 대한 반박으로, 아스파탐 정보 서비스(Aspartame Information Service; 아스파탐의 주요 생산자이자 공급업체인 아지노모도(Ajinomoto)가 제공한 서비스)는 월튼이 아스파탐에 대해 비판적이라고 인용한 출판물을 검토하여 대부분이 아스파탐을 포함하지 않거나 부정적인 결론은 동료 검토를 거치지 않았거나 일화적이거나 중복되었다.

## 인터넷 사기 음모론
1999년에 많은 웹사이트에 유포된 사기 음모론을 포함하는 정교한 건강 위협의 내용은 아스파탐에 대한 많은 해로운 의학적 효과에 대한 내용으로 널리 퍼졌다. 이 이론은 아스파탐의 FDA 승인 과정이 부패했다고 주장하고 "낸시 마클(Nancy Markle)" (베티 마티니로 추정되는 첫 번째 유포자)의 연설을 기반으로 한 이메일을 출처로 인용한다. "세계 환경 회의"에서. 특히, 사기성 웹사이트는 아스파탐이 다발성 경화증, 전신성 루푸스 및 메탄올 독성의 원인이 되며 "실명, 경련, 사격 통증, 발작, 두통, 우울증, 불안, 기억 상실, 선천적 기형" 및 사망을 유발한다고 주장한다. 선정적인 URL이 많은 웹사이트가 급증하고 있으며 확인되지 않는 경험담과 잘못된 의료 정보로 가득 차 있다. 마클의 사기와 "aspartamekills.com"에서 퍼뜨린 주장은 의학적 연구에 의한 뒷받침이 없다. 이메일은 "인터넷 비방 캠페인. . . 그 내용은 사실이 무엇이든간에 완전히 거짓이고 오해의 소지가 있으며 다양한 인기 제품 및 해당 제조업체에 대한 명예 훼손"인 내용이었다.
"마클(Markle)" 이메일에 따르면 FDA와 아스파탐 생산자 사이에 음모가 있으며 음모 이론은 여러 인터넷 음모 이론과 도시 전설 웹사이트에서 논의된 대표적인 사례가 되었다. 이 이론에 대한 대부분의 주장은 대부분의 의학적 증거와 모순되지만, 잘못된 정보는 1998년 12월 중순 이후 연쇄 이메일로 전 세계에 퍼져 웹사이트에 영향을 미쳤다. 이는 많은 소비자들을 놀라게 했다. 미디어 인지 네트워크(Media Awareness Network)는 웹 페이지의 신뢰성을 결정하는 방법에 대한 자습서에서 한 가지 버전을 소개했다. 이 튜토리얼은 "마클(Markle)" 편지가 신뢰할 수 없고 정보의 권위 있는 출처로 사용되어서는 안 된다고 명시했다.
딘 에델(Dean Edel)은 "마클(Markle)" 편지에 대해 매우 강력하게 경고했다.
이메일 사기를 조심하십시오: Nutrasweet(아스파탐)의 해악
매우 부정확한 "연쇄 편지"가 아스파탐(뉴트라스위트) 다이어트 음료의 건강 위험에 대해 독자에게 경고하는 전자 메일을 통해 배포되고 있습니다. 그 안에는 과학적 거짓이 너무 많아서 무섭습니다. 다른 사람들이 이것으로 당신을 조종하는 방법을 알고 있기 때문에 조심하십시오. 무언가가 당신의 이해를 초월한다고 해서 그것이 과학적이라는 의미는 아닙니다. 이메일은 다발성 경화증 재단이 몬산토와 공모한 혐의로 FDA를 고소할 정도로 터무니없습니다. . . 가짜, 완전히 가짜. 이러한 인터넷 사기에 주의해야 합니다. 온라인에서 건강 정보를 읽을 때 읽고 있는 정보의 출처를 확실히 알아야 합니다. 알겠죠?

## 정부 조치 및 자발적 철수
1997년 대중의 우려로 인해 영국 정부는 감미료를 사용하는 식품 제조업체에게 제품 이름 옆에 "감미료 포함"이라는 문구를 명확하게 표시하도록 의무화하는 새로운 규정을 도입했다.
2007년 인도네시아 정부는 아스파탐 금지를 고려했다. 필리핀에서는 소규모 정당인 농촌 문제 연합(Alliance for Rural Concerns)이 아스파탐을 식품 공급에서 금지할 목적으로 2008년 하원 법안 4747을 도입했다. 미국 뉴멕시코 주에서는 아스파탐 금지 법안이 2007년에 도입되었지만 이후 거부되었다. 유사한 2008년 하와이 법안이 증거 부족으로 위원회에서 보류되었다. 2009년 3월 캘리포니아 OEHHA는 캘리포니아 주 제안 65,에 따라 발암 물질 식별 위원회의 협의를 위한 화학 물질로 아스파탐을 확인했으며 2016년 11월 15일 회의에서 검토되었다.
2007년 영국의 슈퍼마켓 체인인 세인즈버리스(Sainsbury's), 마크스 앤 스펜서(Marks & Spencer), 및 월마트(Wal-Mart) 자회사 Asda는 자체 라벨 제품에 더 이상 아스파탐을 사용하지 않을 것이라고 발표했다. 2009년 4월 유럽의 아스파탐 제조사 중 하나인 아지노모도 감미료 유럽회사는 Asda의 "no nasties" 캠페인에 대해 영국 법원에 Asda를 상대로 악의적인 허위 사실을 고발함으로써 대응했다. 2009년 7월, 판사가 "아스파탐이 잠재적으로 해롭거나 건강에 해롭다는 것을 의미하지 않는다"는 라벨을 "no nasties"로 해석한 후 Asda는 처음에 법적 소송에서 승소했다. 이 결정은 2010년 6월 항소로 번복되었고 2011년 ASDA가 포장에서 아스파탐에 대한 언급을 제거하면서 해결되었다.
2009년 남아프리카의 소매업체 울워스(Woolworths)는 자체 브랜드 범위에서 아스파탐 함유 식품을 제거한다고 발표했다.
2010년에 영국 식품기준청(British Food Standards Agency)은 아스파탐 섭취 후 부작용을 경험했다고 주장하는 사람들에 대한 임상 연구에 자금을 지원했다. 이중 맹검 대조 연구는 종료되었으며 이전에 민감성을 주장한 자원자들 사이에서도 안전성 문제나 부작용의 증거가 발견되지 않았다. 식품기준청(FSA)의 독성 위원회는 2013년 10월 회의에서 결과를 평가했으며 "제시된 결과는 대중의 건강을 보호하기 위한 조치가 필요하지 않음을 나타낸다."라고 결정했다.
유럽 식품안정청 (EFSA; European Food Safety Authority)은 2009년 1월 20일 이전에 EU에서 승인된 모든 식품 첨가물에 대한 체계적인 재평가의 일환으로 아스파탐 재평가를 시작했다. 2011년 5월, EFSA는 유럽 위원회로부터 2020년까지 완료될 예정이었던 아스파탐(E 951)의 안전성에 대한 전면적인 재평가를 진행하도록 요청했다. 2011년 9월 EFSA는 전체 재평가에서 사용 중인 600개의 데이터 세트를 모두 공개했다. 여기에는 "1980년대 초 유럽에서 아스파탐 승인 요청을 뒷받침하기 위해 제출된 아스파탐에 대한 112개의 독창적인 연구를 포함하여" 이전에 발표되지 않은 과학적 데이터가 포함된다. 2013년 1월 8일 EFSA는 아스파탐과 그 대사체가 "현재 노출 수준에서 소비자에게 독성 문제를 제기하지 않음"을 발견한 보고서 초안을 발표했다. 현재 일일 흡수허용량 (ADI; Acceptable Daily Intake)는 일반 인구에게 안전한 것으로 간주되며 소비자의 아스파탐 노출은 이 ADI 미만이다."

## 라마치니 연구
유럽 라마치니 종양학 및 환경 과학 재단(ERF)의 체사레 말토니 암 연구 센터는 아스파탐이 설치류의 여러 악성 종양을 증가시켜 정상 식이 섭취량에서 잠재적인 발암 물질로 결론지었다고 주장하는 연구를 발표했다. 13명의 직업 안전 및 건강 전문가가 승인한 공익 과학 센터(CSPI)가 FDA에 보낸 공개 서한에서 ERF 연구는 인간에 대한 아스파탐의 안전성을 재평가할 가치가 있다고 밝혔다.
재단의 주장을 검토한 후, EFSA와 FDA 는 이전에 설정된 아스파탐의 일일 허용 섭취 수준을 유지하는 이유로, 중요한 방법론적 문제가 발견된 연구 결과를 확인하고 주장을 기각했다. ERF 제한 FDA 및 EFSA 검토에서 병리학 슬라이드를 포함한 모든 데이터의 불완전한 공개. 제공된 데이터를 기반으로 ERF의 발표된 결론은 지지할 수 없었다. 규제 기관인 캐나다 보건부(Health Canada와 영국 식품, 소비재 및 환경의 화학물질 발암성 위원회 도 마찬가지로 연구의 방법론적 결함을 이유로 주장을 기각하고 확립된 정책을 유지하는 것이 정당하다는 것을 확인했다.
FDA 및 ESFA 검토와 동시에 아스파탐 개발 업체인 아지노모도 사는 안전 및 규제 컨설팅 회사인 버독 그룹(Burdock Group)을 통해 검토를 의뢰했다. 과학 문헌의 10명으로 구성된 국제 전문가 패널(Magnuson)에 의한 블라인드 안전성 검토는 연구의 설계, 구현 및 결론에서 많은 결함을 발견한 규제 기관의 평가에 동의했다. 여기에는 "코티셀라(Corticella)" 식단에 지정되지 않은 구성성분과 아스파탐을 첨가하는 방법이 포함되어 영양 결핍 가능성이 있다. 지정되지 않은 아스파탐 보관 조건 및 취급으로 인한 오염 문제; 여러 산업 표준 무시 - 동물 무작위화 부족, 쉽게 구할 수 있는 무병원체 동물과 대조적으로 병원체 운반체로 남아 있는 연구소의 무작위 교배 계통 사용, 사망 시 연령 변화를 초래하는 전생 동물 사용 및 이러한 동물을 더 어린 대조군과 비교, 고밀도 주택 및 다양한 조건의 다양한 동물 그룹의 주택 모두; 시험 종에서 더 일찍 그리고 더 높은 비율로 림프성 신생물 및 기타 병변을 유발하는 것으로 알려진 교란 감염의 비정상적으로 높은 발생률; 유도된 종양이 "자연 발생 종양과 구별될 수 있고 구별되어야 한다"는 상설 연구에도 불구하고 다양한 조직 유형의 종양(림프종 및 백혈병) 풀링; :667여러 영역에서 불충분한/불완전한/충돌하는 방법론 및 데이터 수집/보고; ERF가 증식증 을 악성 종양으로 오진했다는 미국 국립 독성학 프로그램(US National Toxicology Program)의 발견이 포함된다. 국제 전문가 패널(Magnuson)은 ERF의 설계 및 구현 문제와 함께 합리적인 위험에 대한 연구 문헌의 포괄적인 모순을 발견하고 이 연구가 아스파탐의 발암성에 대한 신뢰할 수 있는 증거를 구성하지 않는다고 결론지었다. 또 다른 리뷰에서는 ERF가 적절한 동료 심사 저널에 발표되기 전에 미디어를 통해 결과를 발표하는 "기자 회견에 의한 과학"에 의존하여 미디어에서 연구에 대한 논란과 홍보를 부채질하는 데 도움이 된다고 비판했다.
EFSA는 2010년에 ERF가 발표한 다른 연구를 평가하여 해석을 금지하고 아스파탐 논쟁의 재고에 영향을 미치기에 불충분한 여러 중대한 설계 결함을 계속 발견했다.